# Joseph Pujol

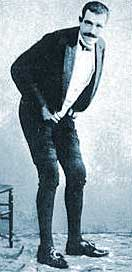
Joseph Pujol um 1890

Joseph Pujol (* 1. Juni 1857 in Marseille; † 8. August  1945) war ein unter dem Künstlernamen Le Pétomane bekannter französischer Kunstfurzer. Der Name leitet sich von dem französischen Verb péter (furzen) ab.

## Leben
Joseph Pujol wurde als eines von fünf Kindern des Steinmetzen und Bildhauers François Pujol und seiner Frau Rose in der Rue des Incurables 13 geboren. Bis zum Alter von 13 Jahren ging er zur Schule, danach begann er eine Lehre zum Bäcker und arbeitete anschließend als Bäckermeister im Quartier Saint Charles in einem der Häuser, die sein Vater gebaut hatte. 1883 heiratete er Elisabeth Olivier, die Tochter eines Metzgers, mit der er zehn Kinder hatte. Seine Frau starb 1930.
Seine Bekanntheit erlangte er durch sein Engagement im Moulin Rouge, wo er auf der Elefantenbühne, die im Garten gelegen war und ihren Namen der Dekoration mit einem Elefanten verdankte, in den 90er Jahren des 19. Jahrhunderts auftrat. Auf dem Höhepunkt seiner Karriere in den Jahren von 1890 bis 1894 soll seine Gage höher als die von Sarah Bernhardt gewesen sein.
Bereits in seiner Jugend entdeckte Pujol sein Talent, durch Kontrolle seines Darmschließmuskels zunächst Wasser, später auch Luft anzusaugen, in Form geruchsfreier Darmgeräusche wieder auszustoßen und dabei die Tonhöhe zu modulieren oder Kerzen auszublasen, wobei er später bei seinen Bühnenauftritten auch einen Schlauch einsetzte oder Blasinstrumente mit dem Hintern spielte.
Seine Auftritte begeisterten das Publikum, selbst berühmte Persönlichkeiten wie den britischen Thronfolger Edward, den belgischen König Leopold II. und Sigmund Freud. Der dänische König ließ ihn an seinem Hof auftreten.
Pujols erstaunliches Repertoire umfasste die Marseillaise, populäre Melodien wie das Kinderlied Au clair de la lune oder Le bon roi Dagobert, die Imitation von Musikinstrumenten wie der Tuba, „Geräusche, wie sie beim Zerreißen von zwei Ellen Kattun entstehen“, bis hin zu einer eigenen Improvisation über die Geräuschkulisse beim Erdbeben von San Francisco 1906. Nach seiner Zeit im Moulin Rouge gründete er sein eigenes Theater, das Théâtre Pompadour, das mit einem kleinen Zelt auf Tournee ging und in dem neben Pujol auch noch andere Künstler auftraten. Mit Ausbruch des Ersten Weltkrieges 1914 beendete er seine Bühnenkarriere und kehrte in seine Bäckerei zurück. 1922 gründete er eine Fabrik für Backwaren in Toulon.
1945 starb Pujol im Alter von 88 Jahren und wurde auf dem Friedhof von La Valette-du-Var im Département Var beigesetzt, wo sein Grab immer noch besichtigt werden kann.

## Verfilmungen
1979 drehte der englische Regisseur Ian MacNaughton den halbstündigen Kurzfilm Le Pétomane über Pujol, der von dem britischen Komiker Leonard Rossiter verkörpert wird.
1983 verfilmte der italienische Regisseur Pasquale Festa Campanile das Leben Joseph Pujols ein weiteres Mal, unter dem Titel Il Petomane, mit Ugo Tognazzi in der Hauptrolle.
Die Figur des Maurice im 1994 von Bigas Luna gedrehten katalanischen Spielfilm Die Titte und der Mond ist dem Pétomanen nachempfunden.
1998 hatte der Dokumentarfilm Le Petomane: Fin de siècle fartiste unter der Regie von Igor Vamos beim Chicago Underground Film Festival Premiere.
2005 drehte der US-Regisseur Steve Ochs einen halbstündigen Kurzfilm namens Le Petomane: Parti avec le vent über Pujol.

## In der Popkultur
Die Kinder-Ballettschule, in der Jake in der Serie Two and a Half Men Ballettunterricht nimmt, heißt „Les Petites Petomanes“.